# Чрешнєвець-при-Оштрцу
Чрешнєвець-при-Оштрцу (словен. Črešnjevec pri Oštrcu) — поселення в общині Костанєвиця-на-Кркі, Споднєпосавський регіон, Словенія. Висота над рівнем моря: 417 м.